# Будівництво 915 і ВТТ
Будівництво 915 і ВТТ — підрозділ, що діяв в системі виправно-трудових установ СРСР.
Організований між 17.03.49 і 06.04.49 (перейменований з Будівництво 881 і ВТТ);
закритий 08.09.50.

## Підпорядкування і дислокація
- ГУЛПС (Головне Управління таборів промислового будівництва)

Дислокація: Молотовська (пізніше Пермська) обл., м.Березники

## Виконувані роботи
- будівництво Березниківського азотно-тукового заводу,
- будівництво Березниківського ново-содового заводу,
- лісозаготівлі.

## Чисельність ув'язнених
- 01.01.50 — 4492,
- 01.08.50 — 2900